# Omi (Nagano)
Omi (jap.: 麻績村, -mura) ist ein Dorf in Higashichikuma-gun in der Präfektur Nagano auf der japanischen Hauptinsel Honshū.

## Geografie
Omi liegt im Chikuma Gebirge zwischen Matsumoto und Nagano. Omi hat eine Fläche von 34,38 km² und 2.970 Einwohner (Stand: 1. Februar 2010). Im Dorf liegt der Berg Hijiri. Die Hijiri Hochebene ist von der Präfektur als Naturpark (Hijiriyama kōgen kenritsu shizen kōen) ausgewiesen. Angrenzende Kommunen sind die Großstädte (shi) Chikuma und Nagano sowie die Dörfer Chikuhoku und Ikusaka, die beide ebenfalls zu Higashichikuma-gun gehören.

## Geschichte
Der früheste Beleg für den Namen Omi stammt aus dem Jahre 1186. Als moderne Verwaltungseinheit entstand Omi am 1. April 1889. Am 30. September 1956 wurde ein benachbartes Dorf mit Omi zusammengelegt. Im Jahre 2005 sollte auch Omi an der Gebietsreform beteiligt werden, durch die Chikuhoku entstand. Von 2002 bis 2004 beteiligte Omi sich an der Konferenz, die die Zusammenlegung der Dörfer Honjō, Omi, Sakai und Sakakita zu Chikuhoku planen und vorbereiten sollte. am 12. September 2004 erklärte Omi jedoch seinen Rücktritt von jener Konferenz und dass man nicht mehr bereit sei, an der Gebietsreform teilzunehmen. Dadurch wurde Chikuhoku ohne Beteiligung von Omi gegründet.

## Verkehr
Durch Omi führt die Shinonoi-Linie von JR East. Das Dorf ist über den Bahnhof Hijiri-Kōgen an das japanische Schienennetz angeschlossen. Des Weiteren gibt es mehrere Buslinien.
Durch Omi führt die Nationalstraße 403 sowie die Nagano-Autobahn mit der Anschlussstelle Omi.

## Bildung
Es gibt eine Grundschule sowie die Chikuhoku-Mittelschule, die Omi zusammen mit dem Nachbardorf Chikuhoku trägt.

## Sehenswürdigkeiten
- Fukumanji – buddhistischer Tempel der Tendai-Schule
- Hijiri Hochebene
- Reste der Burg Omi

## Trivia
Die aus Tokio stammende Seiyū Mayuko Omimura benutzt den amtlichen Namen von Omi als Künstlername.

## Weblinks

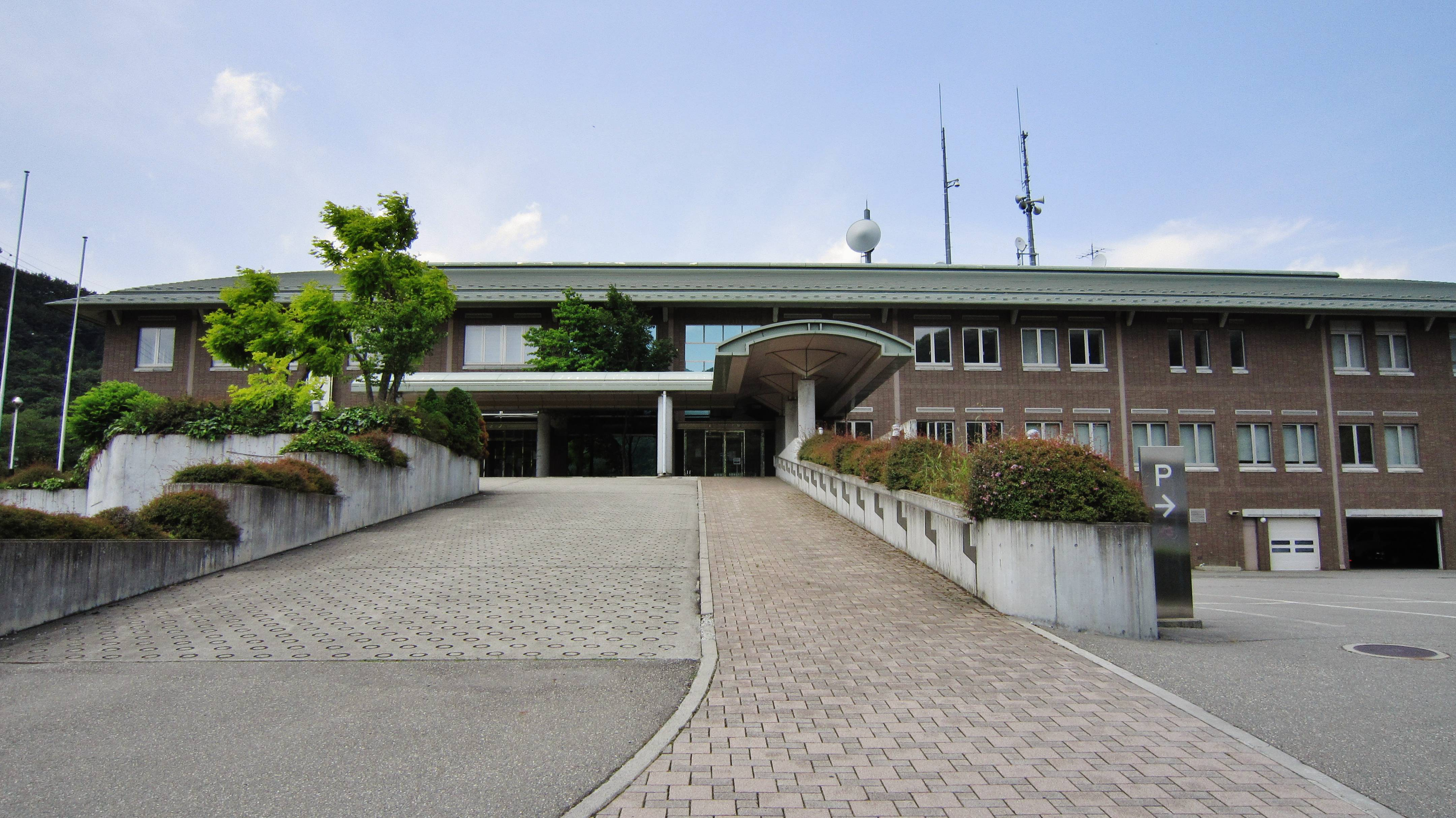
Rathaus